# He-Man i władcy wszechświata (serial animowany 2002)
He-Man i władcy wszechświata (ang. He-Man and the Masters of the Universe / Masters of the Universe vs. the Snake Men) – amerykański serial animowany, remake serii o He-Manie z 1983 roku.

## Fabuła
Przed kilkoma laty Eternia pogrążona była w wojnie. Na czele armii stali kapitan Randor i zły Keldor. Randor obronił Aulę Mądrości, i pokonał Keldora. W zamian Rada Starszych przekazała Randorowi władzę nad Eternią i otoczyła krainę Magicznym Murem. Czarodziejka ostrzegła Randora, że kiedyś Eternia znów stanie w obliczu zagrożenia i wtedy pojawi się bohater, który ocali Eternię.
Obecnie Adam, ma szesnaście lat, jest lekkomyślnym nastolatkiem, który niezbyt przykłada się do treningów, które mają przygotować go do walki o Eternię. Wojownik wie, że nadszedł już czas, by Adam udał się z nim do Posępnego Czerepu (ang. Castle Grayskull), gdzie Czarodziejka obdarzy go mocą. Jako He-Man, najpotężniejszy człowiek we wszechświecie, Adam musi stawić czoła najeźdźcom.

## Bohaterowie
- He-Man – obdarzony nadprzyrodzoną siłą człowiek. Na co dzień książę Adam, który odgrywa rolę nieporadnego tchórza, by nikt nie odkrył jego powiązań z He-Manem. Zmienia się w He-Mana za pomocą miecza, który otrzymał od Czarodziejki, używając słów Na potęgę Posępnego Czerepu, mocy przybywaj. Mocą został obdarzony przez Czarodziejkę, kobietę ze skrzydłami, strażniczkę magii ukrytej w zamku Posępnego Czerepu (ang. Castle Grayskull).

### Przyjaciele
- Książę Adam (ang. Prince Adam) – główny bohater, książę Eternii, otrzymał moc Posępnego Czerepu, która pozwala mu na przybranie postaci potężnego wojownika – He-Mana. Aby nikt nie odkrył sekretu, co naraziłoby rodzinę Adama na niebezpieczeństwo, udaje leniwego tchórza; w rzeczywistości ucieka z pola bitwy po to, by wrócić jako He-Man. W efekcie mało kto traktuje Adama poważnie.
- Cringer (w wersji lektorskiej Kiciuś) – zielono żółty, oswojony i tchórzliwy tygrys, przyjaciel księcia Adama. Pod wpływem mocy Posępnego Czerepu zmienia się w Bojowego Kota (ang. Battle Cat).
- Wojownik (ang. Man-at-Arms) – jest przyrodnim ojcem Teeli, nadwornym konstruktorem maszyn oraz wynalazków wojennych. Jego prawdziwe imię to Duncan, zaciekły wróg Szkieletora. To on zabrał księcia do Czarodziejki i jako jeden z niewielu zna sekret chłopca.
- Czarodziejka (ang. Sorceress) – dała Adamowi miecz, dzięki któremu może on się zmieniać w potężnego He-Mana. Jest strażniczką mocy Posępnego Czerepu; potrafi zmieniać się w ptaka – nosi wówczas imię Zoar. Prawdziwa matka Teeli.
- Teela – córka Czarodziejki, oddana na wychowanie Duncanowi, dowódca królewskiej gwardii, młoda, zdolna wojowniczka. Lubi Adama, jednak podchodzi do spraw z innej perspektywy niż on. Powoli odkrywa w sobie zdolność przepowiadania przyszłości.
- Orko – kiedyś uratował życie Adamowi, gdy przez wir czasowy został przeniesiony z Trolli do Eternii. Porusza się za pomocą lewitacji; odkąd stracił swoją różdżkę, jego zaklęcia są nieudolne i dają często efekt inny od zamierzonego. Jest jedną z trzech osób znających sekret księcia Adama.
- Taran (ang. Ram-Man) – wielki, twardogłowy i dość gruby członek Władców; używa głowy do tego, by przebijać się przez mury.
- Stratos – skrzydlaty sprzymierzeniec Eternii, władca Krainy Avion. Potrafi latać dzięki skrzydłom i dopalaczu umieszczonym na plecach, tak jak wszyscy członkowie krainy.
- Wielotwarz (ang. Man-E-Faces) – kiedy zmienia twarz, zmienia również osobowość, może on być inteligentny, silny...
- Mekanek (ang. Meckaneck) – jego szyja jest długa, twarda, może nią obracać dookoła osi.
- Szerszeń (ang. Buzz-off) – to władca krainy Andreenids, z wyglądu podobny do szerszenia, walczy włócznią.
- Król Randor i Królowa Marlena (ang. King Randor, Queen Marlene) – rodzice Adama, władcy Eternii. Król walczył kiedyś ze Szkieletorem w obronie Eternii.

### Wrogowie
- Szkieletor – dawniej nosił imię Keldor. Kiedyś wyglądał jak zwykły człowiek, jednak w walce z ówczesnym kapitanem Randorem oblał sobie twarz kwasem. Przyjął imię Szkieletor i po kilkunastu latach powrócił, by dokonać zemsty. Posiada magiczną moc; jego celem jest zdobycie tronu Eternii, czego pragnie dokonać, zdobywszy moc skrytą w Posępnym Czerepie.
- Bestia (ang. Beastman) – władca zwierząt i potworów. Z wyglądu przypomina nieco goryla, jego ciało porośnięte jest rudą sierścią. Nie cechuje go zbytnia inteligencja, jest za to oddanym sługą Szkieletora.
- Wiedźma (ang. Evil-Lyn) – czarownica na usługach Szkieletora. Mimo iż służy Keldorowi, jest ambitna i żądna władzy; potrafi jednak kryć się ze swoimi ambicjami.
- Tri-Klop – posiada „opaskę”, dzięki której potrafi strzelać promieniami z oczu.
- Śmierdziel (ang. Odor) – niski, karłowaty stwór z plecakiem wydzielającym okropny smród.
- Tryton (ang. Meerman) – morski stwór, władca oceanów; walczy za pomocą trójzębu.

W kolejnych odcinkach, nieemitowanych w Polsce, pojawiają się inne postacie stojące po stronie Szkieletora.

## Wersja polska
Opracowanie i udźwiękowienie wersji polskiej: Studio Sonica

Reżyseria: Jerzy Dominik

Dialogi: Katarzyna Krzysztopik

Dźwięk i montaż: Ilona Czech-Kłoczewska

Organizacja produkcji: Elżbieta Kręciejewska

Wystąpili:
- Janusz Wituch – He-Man
- Paweł Iwanicki – książę Adam
- Wojciech Paszkowski – Szkieletor / Keldor
- Olga Bończyk – Teela
- Tomasz Marzecki – Wojownik
- Jarosław Domin – Orko
- Anna Apostolakis – Evil-Lyn
- Izabela Dąbrowska
- Krystyna Kozanecka
- Katarzyna Tatarak
- Jarosław Boberek
- Andrzej Gawroński
- Adam Bauman
- Marek Obertyn
- Mariusz Leszczyński
- Aleksander Wysocki
- Mieczysław Morański
- Jan Kulczycki
- Jerzy Dominik

i inni

## Odcinki
- Serial pojawił się po raz pierwszy w Polsce w Cartoon Network w bloku Toonami (dokładnie w Toonami Total) 6 marca 2004 roku (odcinki 1-26).
- Emisja zakończyła się 30 stycznia 2005 roku.
- W Polsce nie doczekała się emisji II seria serialu (odcinki 27-39).
- Odcinek 16. „Potwory” został wyemitowany po raz pierwszy i ostatni – 11 kwietnia 2004 roku.

### Spis odcinków
| Premiera odcinka | Nr | Polski tytuł        | Angielski tytuł            |
| ---------------- | -- | ------------------- | -------------------------- |
|                  |    |                     |                            |
| Seria pierwsza   |    |                     |                            |
|                  |    |                     |                            |
| 06.03.2004       | 01 | Początek historii   | The Beginning              |
| 06.03.2004       | 02 | Początek historii   | The Beginning              |
| 06.03.2004       | 03 | Początek historii   | The Beginning              |
|                  |    |                     |                            |
| 06.03.2004       | 04 | Odwaga Adama        | The Courage Of Adam        |
|                  |    |                     |                            |
| 07.03.2004       | 05 | Powietrzna wojna    | Sky War                    |
|                  |    |                     |                            |
| 07.03.2004       | 06 | Morski potwór       | The Deep End               |
|                  |    |                     |                            |
| 13.03.2004       | 07 | Lekcja              | Lessons                    |
|                  |    |                     |                            |
| 14.03.2004       | 08 | Pieśń Syreny        | Siren’s Song               |
|                  |    |                     |                            |
| 20.03.2004       | 09 | Rodzinna tajemnica  | The Ties That Bind         |
|                  |    |                     |                            |
| 21.03.2004       | 10 | Smocze dzieci       | Dragon’s Brood             |
|                  |    |                     |                            |
| 27.03.2004       | 11 | Magiczny pas        | Turnabout                  |
|                  |    |                     |                            |
| 28.03.2004       | 12 | Kłopoty Mekaneka    | Mekanek’s Lament           |
|                  |    |                     |                            |
| 03.04.2004       | 13 | Noc Bestii          | Night Of The Shadow Beasts |
|                  |    |                     |                            |
| 04.04.2004       | 14 | Podziemny Świat     | Underworld                 |
|                  |    |                     |                            |
| 10.04.2004       | 15 | Tajemnica Anwat Gar | The Mystery Of Anwat Gar   |
|                  |    |                     |                            |
| 11.04.2004       | 16 | Potwory             | The Monster Within         |
|                  |    |                     |                            |
| 24.04.2004       | 17 | Gambit Robota       | The Roboto’s Gambit        |
|                  |    |                     |                            |
| 10.07.2004       | 18 | Zaufanie            | Trust                      |
|                  |    |                     |                            |
| 11.07.2004       | 19 | Ogród Orko          | Orko’s Garden              |
|                  |    |                     |                            |
| 16.07.2004       | 20 | Duma Szerszenia     | Buzz-Off’s Pride           |
|                  |    |                     |                            |
| 25.04.2004       | 21 | Wężowa jama         | Snake Pit                  |
|                  |    |                     |                            |
| 20.07.2004       | 22 | Wyspa               | The Island                 |
|                  |    |                     |                            |
| 01.05.2004       | 23 | Zapach zwycięstwa   | The Sweet Smell Of Victory |
|                  |    |                     |                            |
| 02.05.2004       | 24 | Rozdzielenie        | Separation                 |
|                  |    |                     |                            |
| 08.05.2004       | 25 | Rada sił zła        | Council Of Evil            |
| 09.05.2004       | 26 | Rada sił zła        | Council Of Evil            |
|                  |    |                     |                            |
| Seria druga      |    |                     |                            |
|                  |    |                     |                            |
|                  | 27 |                     | The Last Stand             |
|                  |    |                     |                            |
|                  | 28 |                     | To Walk With Dragons       |
|                  |    |                     |                            |
|                  | 29 |                     | Out Of The Past            |
|                  |    |                     |                            |
|                  | 30 |                     | Rise Of The Snake Men      |
|                  | 31 |                     | Rise Of The Snake Men      |
|                  |    |                     |                            |
|                  | 32 |                     | The Price Of Deceit        |
|                  |    |                     |                            |
|                  | 33 |                     | Of Machines And Men        |
|                  |    |                     |                            |
|                  | 34 |                     | Second Skin                |
|                  |    |                     |                            |
|                  | 35 |                     | The Power Of Greyskull     |
|                  |    |                     |                            |
|                  | 36 |                     | Web Of Evil                |
|                  |    |                     |                            |
|                  | 37 |                     | Rattle Of The Snake        |
|                  |    |                     |                            |
|                  | 38 |                     | History                    |
|                  |    |                     |                            |
|                  | 39 |                     | Awaken The Serpent         |
|                  |    |                     |                            |